# Jaldas
Jaldas foi um líder tribal berbere do século VI que desempenhou importante papel nas guerras do Império Bizantino contra as tribos berberes na África. Aparece no inverno de 546/547, quando esteve entre os líderes tribais que lutaram contra o exército bizantino de João Troglita ao lado de Antalas. Ele e seus companheiros foram derrotados em combate e Jaldas foi morto pelo oficial Zíper.